# ماتيو رينالدي
ماتيو رينالدي (10 نوفمبر 1935 مونتي سانت أنجلو إيطاليا - 16 يونيو 2003 فودجا إيطاليا) هو لاعب كرة قدم إيطالي سابق كان يلعب كلاعب وسط.